# Mount-Coffee-Staudamm
Der Mount-Coffee-Staudamm wurde in den Anfangsjahren auch als T.J.R. Faulkner / W.F. Walker Hydroelectric Power Station bezeichnet und war nach dem Firestone-Wasserkraftwerk das zweite Wasserkraftwerk der westafrikanischen Republik Liberia.

## Lage
Der Damm und die Generatorenanlage wurden von 1963 bis 1966 am Unterlauf des Saint Paul River errichtet und befinden sich etwa 30 Kilometer nordöstlich der Hauptstadt Monrovia. Das Kraftwerk wurde als Laufwasserkraftwerk geplant. Am Standort bei den Ortschaften Arthington und Milsburg, nahe dem Berg Mount Coffee, wurde ein Haupt-Damm von etwa 150 m Länge, eine Hochwasseranlage mit 10 Öffnungen mit jeweils 19 m hohen Stahlschützen, sowie drei Nebendämme und ein Turbinenhaus errichtet. Der Standort lag an einer Flussbiegung, an der sich ein natürlicher Seitenarm des Saint Paul River zur Wasserstandsregulierung nutzen ließ. Weitere technische Anlagen und Unterkünfte für das Personal entstanden 500 Meter südlich des Damms auf einer Anhöhe.

## Betriebsgeschichte
Das Kraftwerk diente dem Aufbau der Stromversorgungsnetze in Liberia, vordringlich wurde es für den Hafenbetrieb Monrovias und für die Bevölkerung der liberianische Hauptstadt genutzt. Das Kraftwerk wurde von der eigens gegründeten Liberia Electricity Corporation betrieben, diese hatte auch den Netzausbau zu organisieren.
Als Generatoren und Umspann-Transformatoren wurden amerikanische Fabrikate verwendet, die Generatoren lieferten 64 Megawatt Leistung, die Endverbraucher bezogen wahlweise 220 V oder 110 V Netzspannung bei einer Netzfrequenz von 60 Hertz. Zu dieser Zeit wurde das liberianische Stromnetz noch nach US-Norm aufgebaut.
Während des Liberianischen Bürgerkrieges wurde die Anlage von den Aufständischen attackiert; 1990 verhinderten die Aufständischen mit Gewalt das Öffnen der Hochwasseranlage mit dem Resultat, dass der größte Nebendamm (Höhe mehr als 20 m) überschwemmt und auf einer Länge von über 200 m bis auf die Fundation weggespült wurde. In den folgenden Jahren wurde das Turbinenhaus vollständig geplündert (Metallteile demontiert). Der Hauptdamm und die Hochwasseranlage blieben intakt und dienen seither als Brücke. Während Hochwasserzeiten fließt der Fluss durch die halbgeöffnete Hochwasseranlage und durch die Bresche im Nebendamm.
Nach dem Ende des Bürgerkrieges wurden mehrfach Untersuchungen am Damm vorgenommen, die eine Wiederinbetriebnahme des Kraftwerkes zum Ziel haben. Diese wurden von der US-Regierung mit 400.000 US-Dollar als Entwicklungshilfe finanziert. Die Studien erbrachten den Nachweis für die technische Eignung des Dammes, jedoch müssen die zerstörten Turbinen und Ausrüstungen des Kraftwerkes, die Stromleitungen und Umspannwerke vollkommen erneuert werden. Als Beschaffungskosten der technischen Anlagen, Beratungs-, Personal- und Betriebskosten für die Anlaufphase wurden etwa 383 Millionen US-Dollar veranschlagt.
Mit Unterstützung dänischer Entwicklungshelfer wurde Liberias Stromnetz im Jahr 1998 auf den europäischen Energienetz-Standard umgestellt.
Die gegenwärtig in Liberia vorhandenen Kraftwerkskapazitäten sind erschöpft. Ein liberianischer Regierungsplan sieht deshalb vor, das Kraftwerk Mount-Coffee-Damm wieder in Betrieb zu nehmen und zugleich ein westafrikanisches Energieverbundnetz mit den Nachbarstaaten Sierra Leone, Guinea und Elfenbeinküste aufzubauen. Im März 2017 wurde die erste der beiden Turbinen in Betrieb genommen, diese speist bereits 22 Megawatt Leistung in das Energienetz ein. Der Vorsitzende der Liberia Electricity Corporation (LEC) berichtete von 15000 neuen Kunden, die 2017 einen Netzzugang beauftragt haben.